# Université fédérale européenne Champagne Ardenne Picardie
L'Université fédérale européenne Champagne Ardenne Picardie est un pôle de recherche et d'enseignement supérieur créé le 26 avril 2012, et regroupant l'université d'Amiens et l'université de Reims Champagne-Ardenne.
Après la loi relative à l'enseignement supérieur et à la recherche de 2013 et la suppression des PRES, les deux universités prennent des alliances différentes :
- l'université d'Amiens et d'autres établissements créent l’association d'établissements du site picard[3] ;
- l'université de Reims et d'autres établissements créent la communauté d'universités et établissements (ComUE) « Université de Champagne » qui existe entre 2015[2] et 2017[4] avant d’être remplacée par l’association d'établissements du site champenois[5].

## Textes réglementaires
- Décret no 2012-573 du 24 avril 2012 portant création de l'établissement public de coopération scientifique « Université fédérale européenne Champagne Ardenne Picardie »
- Décret no 2015-554 du 19 mai 2015 portant création de la communauté d'universités et établissements « Université de Champagne » et approbation de ses statuts et portant dissolution de l'établissement public à caractère scientifique, culturel et professionnel « Université fédérale européenne Champagne Ardenne Picardie »
- Décret no 2016-742 du 2 juin 2016 portant association d'établissements du site picard
- Décret no 2017-1830 du 27 décembre 2017 portant dissolution de la communauté d'universités et établissements « Université de Champagne »
- Décret no 2017-1832 du 29 décembre 2017 portant association d'établissements du site champenois